# Абдул-Багі Бакуві

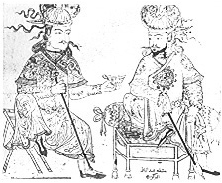
Мініатюра з альбому. XIV століття. Музей Топкапи, Стамбул.

Абдул-Багі Бакуві (азерб. Əbdül Bagi Bakuvi) — бакинський середньовічний художник-мініатюрист XV століття.

## Творчість
Відомі дві підписні роботи Абдул-Багі Бакуві, що збереглися в одному з альбомів, що зберігаються в Стамбулі, в музеї Топкапи.
Леонід Семенович Бретаніцкій і Борис Володимирович Веймарн відзначають, що Бакуві «був прекрасним малювальником, що зберіг в своїй творчості риси впливу далекосхідного живопису (каліграфічність лінії, що створює відчуття об'єму і руху фігур, покрій одягу, малюнок тканин)». Вважається, що це сліди стала вже архаїчної традиції, яку створили художники, які працювали на початку XIV століття в майстернях Рашид ад-Діна.

## Виноски
1. ↑  Л. С. Бретаніцкій, Б. В. Веймарн. Нариси історії та теорії образотворчих мистецтв. Мистецтво Азербайджану. Москва. Видавництво «Мистецтво». 1976. 272 с. з іл. — Стор. 182–183 (рос.)